# Menemen-incident

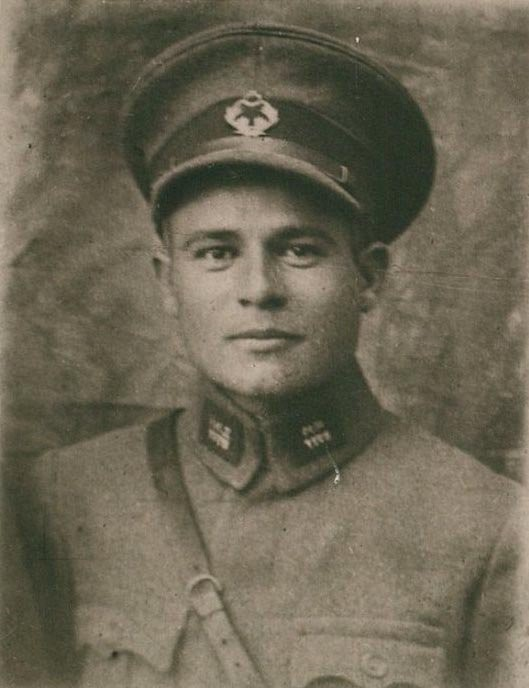
Mustafa Fehmi Kubilay

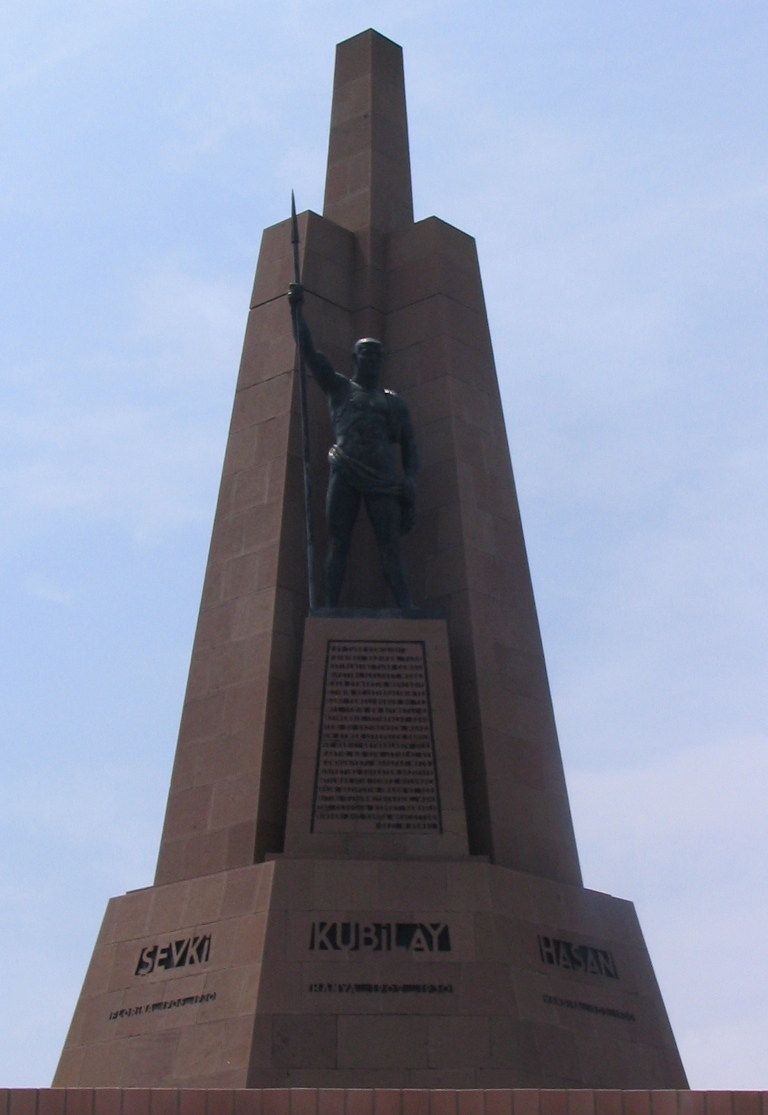
Martelaar Kubilay-monument in Menemen, İzmir

Het Menemen-incident (Turks: Kubilay Olayı of Menemen Olayı) was een reeks gebeurtenissen die plaatsvonden op 23 december 1930 in Menemen, een stad in de buurt van İzmir in de Egeïsche Zeeregio in Turkije.
Jaarlijks houdt het Turkse leger op 23 december een herdenkingsceremonie bij het Martelaar Kubilay-monument (Turks: Şehit Kubilay Anıtı), op een heuvel die uitzicht biedt op Menemen. Het monument is opgericht ter herinnering aan luitenant Mustafa Fehmi Kubilay en twee gemeentelijke wachters, Bekçi Hasan en Bekçi Şevki, die bij de hierna te noemen gebeurtenissen de dood vonden. Het is een beeldhouwwerk van de hand van Ratip Aşir Acudoğu en werd in 1932 opgericht. Het Kubilay-monument is deel van de Kubilay-barakken, maar is toegankelijk voor publiek. Het terrein is 's avonds verlicht. Een militaire erewacht staat permanent bij het gedenkteken, waarin onder meer de graven liggen van een aantal Turkse militairen die tijdens het vervullen van hun taak gedood werden.
In de nasleep van de gebeurtenissen liet de regering 28 mensen ophangen.

## Rebellie
Na het ondertekenen van het Verdrag van Lausanne in 1923 voerde de Republikeinse Volkspartij een min of meer liberale politiek tegenover de islam, waarbij zij secularisatie propageerde zonder een harde lijn tegen de islamitische instellingen en praktijken te volgen, in de veronderstelling dat het secularisme van haar ideologie al wortel schoot.
Dit vertrouwen werd op 23 december 1930 geschokt, toen derwisj Mehmet Efendi, lid van de Nakşibendi-orde, een gewapende menigte op de been bracht die tegen de politiek van de seculiere regering protesteerde en opriep de sharia en het kalifaat te herstellen.
Een peloton soldaten van het plaatselijke garnizoen werd gestuurd om de demonstratie de kop in te drukken. Een soldaat schoot - met houten kogels - op de demonstranten, waarop een rel ontstond. De menigte doodde en onthoofdde vervolgens de bevelvoerende officier, luitenant Mustafa Fehmi Kubilay, zette zijn afgehakte hoofd op een stok met een groene vlag en paradeerde daarmee vervolgens door de stad. Twee gemeentelijke wachters, Bekçi Hasan en Bekçi Şevki, werden eveneens door de demonstranten gedood. Ook een aantal relschoppers kwam om.

## Reactie van de regering
De nieuwe republikeinse regering van Turkije was geschokt door de uiting van religieuze woede en door de gretigheid waarmee die door sommige Turken werd omhelsd, omdat die lijnrecht in strijd waren met het secularisme. De noodtoestand werd afgekondigd en er werden krijgsraden opgericht die straffen oplegden variërend van ophanging of levenslange gevangenisstraf tot een jaar opsluiting. Het kwam ook een aantal keren tot vrijspraak. Soefi-aanhangers werden overal in het land gearresteerd.
Voorts bleek dat het secularisme niet zo snel en niet zo diep wortel schoot als de regering had gehoopt. Zij zette daarom agressievere seculiere hervormingen in gang. Zo liet zij, in een poging de islam te nationaliseren, de adhan (oproep tot gebed; Turks: Ezan) voortaan in het Turks in plaats van in het Arabisch geschieden. De regering bevorderde de secularisering op school door de Koran van het Arabisch in het Turks te laten vertalen en hieruit op de radio en in de moskee in het Turks te laten voorlezen.
Met al deze maatregelen poogde de regering de islamitische invloeden te bestrijden en het nationalisme dieper in de Turkse cultuur te verankeren, zodat de laatste restjes nostalgie naar het afgeschafte kalifaat en naar het na de Eerste Wereldoorlog uiteengevallen Ottomaanse Rijk vanzelf zouden verdwijnen.